# Келлер Олександр Васильович
Олександр Васильович Ке́ллер (нар. 7 червня 1865 — пом. 9 квітня 1930, Ялта) — радянський винороб.

## Біографія
Народився 7 червня 1865 року. 1890 року закінчив Санкт-Петербурзький технологічний інститут. Працював виноробом в маєтку Ай-Даніль, в «Масандрі», Лівадії, в 1906—1917 роках в маєтку Абрау-Дюрсо, у 1926—1928 роках — науковим співробітником Анапської дослідної станції виноградарства, головним виноробом тресту «Азвино». Помер в Ялті 9 квітня 1930 року.

## Виноробство
Брав участь у створенні десертних вин марок Піно-Грі Ай-Даніль, Мускат Масандра, Мускат білий Лівадія і інших; одним з перших почав виробництво російського ігристого вина шампанським способом і застосував спиртування бродячого сусла при виробництві десертних і міцних вин; провів велику роботу по створенню стійких типів купажних вин Азербайджану; займався вивченням сортового складу та напрямком використання окремих технічних сортів винограду в зоні Анапської дослідної станції виноградарства.